# Apristurus indicus
Apristurus indicus е вид хрущялна риба от семейство Scyliorhinidae.

## Разпространение и местообитание
Видът е разпространен в Оман и Сомалия.
Среща се на дълбочина около 1086 m.

## Описание
На дължина достигат до 34 cm.